# Pangolí del Cap
El pangolí del Cap (Smutsia temminckii) és una de les quatre espècies de pangolí que es troben a Àfrica i l'única del sud i l'est del continent. Tot i abastar una zona bastant extensa, és rar i molt difícil de trobar. En part, la seva escassetat es deu al fet que és caçat pels humans per les seves escates, que es fan servir per amulets amorosos i en part al fet que solen morir en incendis.